# Wojciech Potocki (dziennikarz)
Wojciech Potocki (ur. 1956, zm. 25 lutego 2020) – polski dziennikarz.

## Życiorys
Ukończył studia na Uniwersytecie Warszawskim i studia podyplomowe w Szkole Wyższej Psychologii Społecznej w Warszawie. Pracował w zawodzie dziennikarskim od 1983. Jego pierwszą redakcją był Kurier Podlaski. W latach 1990–2000 był redaktorem naczelnym nowo utworzonego Kuriera Porannego. Następnie był kierownikiem projektu w Mediach Regionalnych. W latach 2000–2006 był redaktorem naczelnym Nowej Trybuny Opolskiej. Od marca 2009 do śmierci w 2020 piastował funkcję redaktora naczelnego Gazety Pomorskiej.
Pochowany na Cmentarzu Miejskim w Białymstoku.